# Domenico Cafaggi

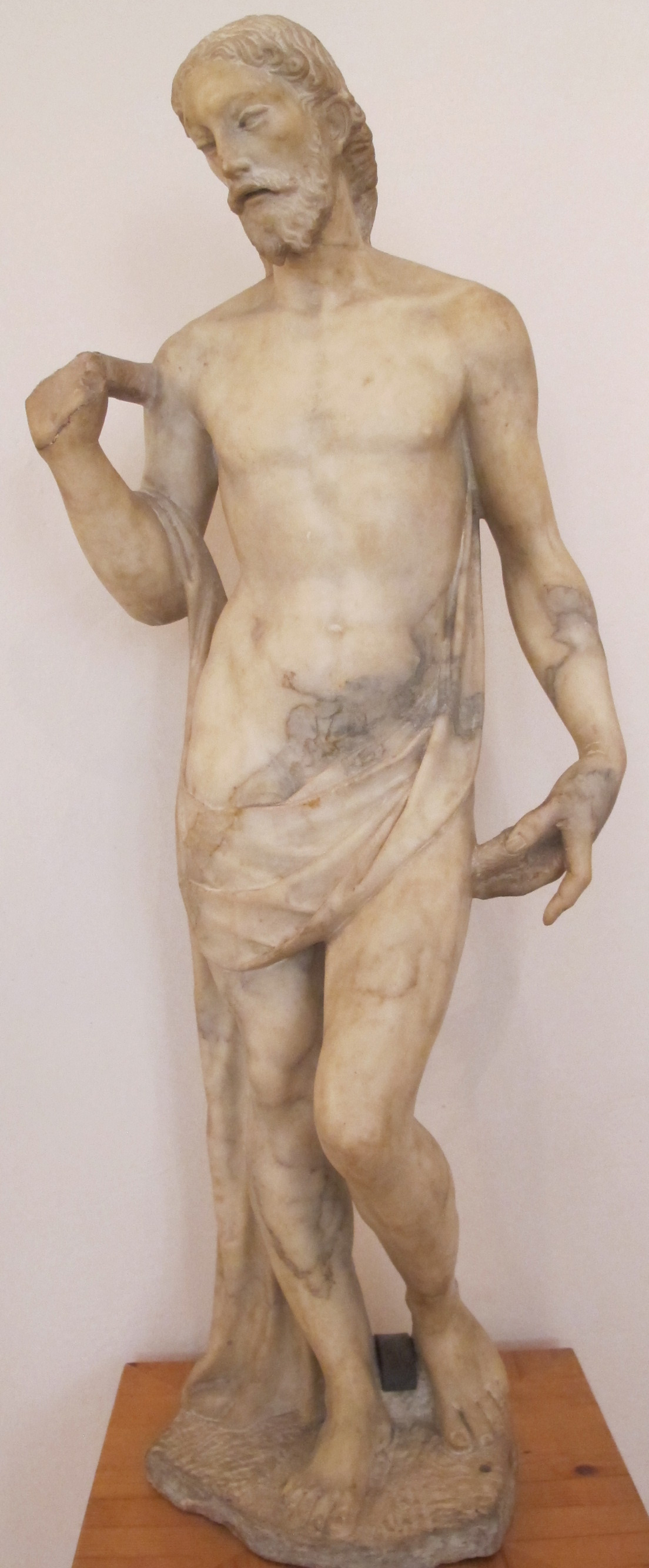
Cristo risorto, da San Francesco a Siena, Pinacoteca nazionale di Siena

Domenico Cafaggi, detto Capo (Settignano, 1530 – Siena, 1608), è stato uno scultore italiano.

## Biografia
Lavorò soprattutto a Siena, dove eseguì, tra l'altro, un portale per la Compagnia di Sant'Antonio (1562), un leggio per il coro del Duomo (con Benedetto da Montepulciano su disegno del Riccio, 1573), un altare marmoreo del Duomo (con il Mugnaino 1582), ecc.